# Limnophila expressa
Limnophila expressa är en tvåvingeart som beskrevs av Alexander 1937. Limnophila expressa ingår i släktet Limnophila och familjen småharkrankar. Inga underarter finns listade i Catalogue of Life.